# Les Gorilles (film, 2015)
Pour les articles homonymes, voir Les Gorilles.
Pour plus de détails, voir Fiche technique et Distribution.
Les Gorilles est un film français réalisé par Tristan Aurouet, sorti en France en 2015.

## Synopsis
Alfonso, agent blasé et brutal du Service de protection des hautes personnalités, est obligé de faire équipe avec Walter, jeune recrue inexpérimentée, pour assurer la protection de Jal-Y, jeune star du R'n'B, menacée par son ex, un criminel en cavale.

## Fiche technique
- Titre original : Les Gorilles
- Réalisation : Tristan Aurouet
- Scénario : Matt Alexander, Tristan Aurouet, Romain Lévy, Matthieu Le Naour et Mathieu Oullion
- Direction artistique : Chloé Cambournac
- Décors : Virginie Destiné
- Costumes : Clara Lyonnet, Isabelle Ntakabanyura, Emmanuelle Pastre et Caroline Spieth
- Photographie : Denis Rouden
- Montage : Cyril Besnard
- Musique : Maxime Lebidois
- Musiques additionnelles : Rémi Boubal et Lucien Papalu
- Casting : Pierre-Jacques Bénichou
- Effets visuels : Digital District
- Coordination des cascades : Gilles Conseil, Jean-Claude Lagniez, Patrick Ronchin et Patrick Cauderlier
- Producteurs : Cyril Colbeau-Justin et Jean-Baptiste Dupont
- Producteur délégué : David Giordano
- Coproducteurs : Nadia Khamlichi, Adrian Politowski et Gilles Waterkeyn
- Pays d'origine :  France et  Belgique
- Langue : français
- Format : couleur - 2.35 : 1 - DCP
- Genre : comédie, action
- Durée : 81 minutes
- Sociétés de production : LGM Productions, EuropaCorp, Orange Studio, TF1 Films Production, Bad Company, Nexus Factory, Umedia, uFund
- Sociétés de distribution : EuropaCorp Distribution
- Budget : 13.46M€[1]
- Visa d'exploitation n° 136 137
- Dates de sortie :
  - France : 18 janvier 2015 (Festival international du film de comédie de l'Alpe d'Huez) ; 15 avril 2015 (sortie nationale)
- Box-office France : 151 538 entrées[2]

## Distribution
- Joey Starr : Alfonso
- Manu Payet : Walter
- Alice Belaïdi : Jal-Y
- Gilles Lellouche : Petrovitch
- Sébastien Castro : Garnier
- Adel Bencherif : Frelon
- Camille Cottin : Emilie
- Jean Benguigui : Vargas
- Almamy Kanoute : Blanka
- Arnaud Henriet : Un agent du SPHP en planque dans l'hôtel
- Christophe Kourotchkine : Delorme
- Claire Chazal : Elle-même
- Aymen Saïdi : Ryad
- Dan Herzberg : Serrano
- Thomas Solivérès : Simon / Gaston
- Jean-Marc Mormeck : La star
- Florent Pinget : Hippolyte
- Vincent Grass : L'instructeur SPHP
- Eye Haidara : Linda
- Michaël Mercier : L'invité VIP au Golf
- Kahli Belkheir : Le vieux à l'aéroport
- Nathy Boss : Le complice de Frelon à l'hôtel
- Hedi Bouchenafa : Jeune fourgon
- Elsa Léviant : L'ado à l'aéroport
- Philippine Dian : L'ado à l'aéroport
- Peter Thias : Le joueur de golf
- Sylvain Fers : L'agent de sécurité du Palais des Festivals
- Brice Cardi : Agent SPHP
- Adama Bathily : Un jeune de quartier
- Pierre Birling : Un Policier
- Ludivine Denane : Jal-Y
- Aziliz Le Guern :
- Arthur Sauvion : Le Pompier
- Chayma Surhan :
- Béatrice Sagne-Kurtis : La fille du bar (non créditée)
- Jean Vincentelli : Le propriétaire du yacht

## Production

### Tournage
Le film a été tourné à Paris et à Cannes dans les Alpes-Maritimes

## Distinctions

### Nominations
- Festival international du film de comédie de l'Alpe d'Huez 2015 : Film de clôture
  - Nomination dans la catégorie Longs métrages pour Tristan Aurouet